# Marì
Marì è un singolo di Nino D'Angelo.

## Descrizione
Il brano, cantato al Festival di Sanremo 2002 e scritto da lui stesso con la collaborazione di Nuccio Tortora e Philippe Leon. La direzione d'orchestra e gli arrangiamenti sono di Nuccio Tortora.
Nella kermesse si classificò al 15º posto.